# 앤틸리스 제도

중앙 아메리카에서 서인도 제도

앤틸리스 제도(Antilles)는 카리브해의 서인도 제도의 섬 중 루케이언 제도를 제외한 섬을 말한다. 북쪽의 큰 섬들로 이뤄진 대앤틸리스 제도와 동쪽의 작은 섬들로 이뤄진 소앤틸리스 제도로 나뉜다. 소앤틸리스 제도 남서부에 있는, 남아메리카에 가까운 섬들은 리워드앤틸리스 제도로 세분된다.
지질학적으로 대앤틸리스 제도는 대륙판에 속한 안정된 섬들이고 소앤틸리스 제도는 화산섬이나 산호섬이 대부분이다.
앤틸리스라는 이름은 스페인의 서쪽 대서양 저편에 존재한다고 믿었던 가상의 섬 안티이아(스페인어: antillia)에서 유래한 것으로 중세 지도에서는 카나리아 제도와 인도 사이에 존재한다고 그려졌다. 1492년 크리스토퍼 콜럼버스가 서인도 제도에 도착한 후로, 카리브해와 멕시코만에 걸쳐 존재하는 여러 섬들을 앤틸리스 제도라 부르게 되었다.

## 대앤틸리스 제도

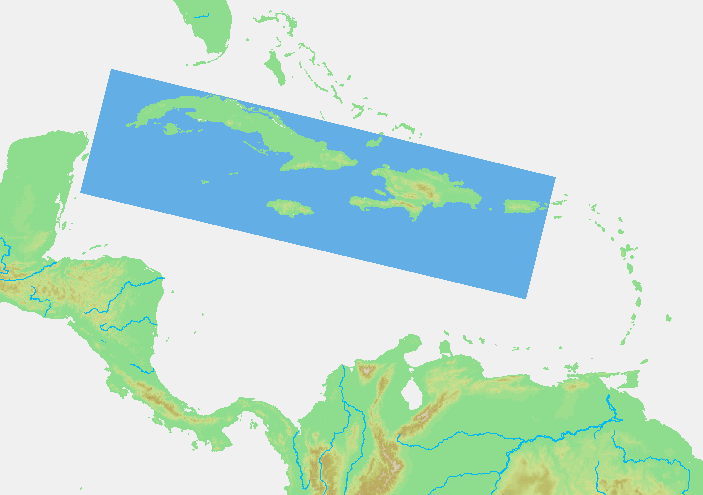
대앤틸리스 제도

서쪽에서 동쪽 방향으로 
- 쿠바
- 케이맨 제도 (영국의 속령)
- 자메이카
- 히스파니올라섬
  - 도미니카 공화국
  - 아이티
- 푸에르토리코 (미국의 자치령)

## 소앤틸리스 제도
북쪽에서 남쪽 방향으로
- 미국령 버진아일랜드
- 영국령 버진아일랜드
- 앵귈라 (영국령)

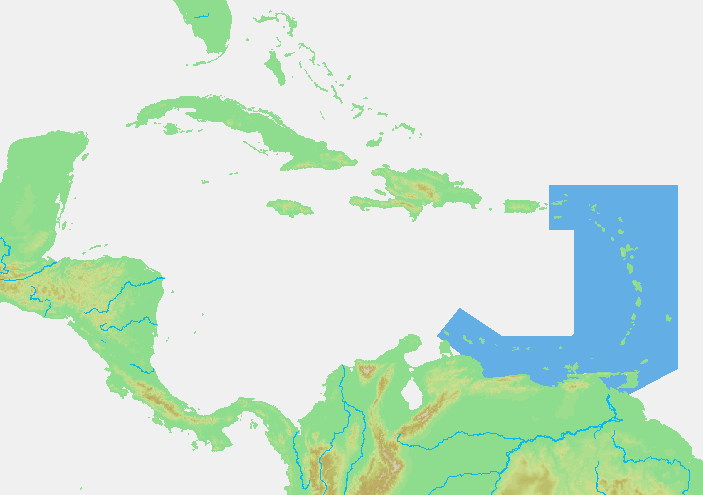
소앤틸리스 제도

- 세인트마틴 섬 - 생마르탱(프랑스령) / 신트마르턴(네덜란드령)
- 생바르텔레미 (프랑스령)
- 신트외스타티위스섬 (네덜란드령)
- 세인트키츠 네비스
- 앤티가 바부다
  - 레돈다섬
- 과들루프 (프랑스령)
- 몬트세랫 (영국령)
- 도미니카 연방
- 마르티니크 (프랑스령)
- 세인트 루시아
- 바베이도스
- 세인트빈센트 그레나딘
- 그레나다
- 아루바 (네덜란드령)
- 네덜란드령 안틸레스
  - 보네르섬
  - 사바섬
  - 퀴라소
- 트리니다드 토바고

## 같이 보기
- 안티이아